# Красноперекопський краєзнавчий музей
Красноперекопський краєзнавчий музей — краєзнавчий, історичний та етнографічний музей міста Красноперекопськ. Заснований в 1957 році.

## Історія
Музей заснований в 1957 році як кімната бойової звитяги міста Перекоп при клубі «Хімік», на вул. Менделєєва 7. Організатори музею були І. В. Гекало, А. А. Зосіменко та А. Р. Нечитайло. Музей діяв під керівництвом Е. Р. Ісупової, екскурсоводами були Г.Полоскова, В.Малов, П.Івотський. Основні експонати музею були колекції з періоду 1920 року та періоду Другої світової війни (другого штурму Перекопу). Представлена діорама «Штурм Перекопу» художника І.Петрова та скульптора Р.Сердюка.
З музеєм пов'язана також з 1987 року Галина-Жореса Полоскова, вчитель, краєзнавець. Своє життя вона присвятила вивченню історії краю, пошуку ветеранів — учасників боїв на Перекопі. У фондах музею знаходяться архіви Галини Полоскової, підбірки записок з 1965 року з історією міста і регіону, записи інтерв'ю та спогадів жителів міста.
В 1964—1967 рр. керівником музею була Е.Жукова. В цей час відбувались археологічні дослідження Північно-кримської експедиції Інституту археології Академії наук УРСР. Фонд музею поповнився археологічними знахідками епохи енеоліту та бронзи. З 1968 року керівником музею була Лідія Воскобойнікова, ветеран Другої світової війни, вчитель. В ці роки музей розширився і займав уже 3 кімнати.
З 1986 року керівником музею стає Лев Кружко, який після викладання почав займатись краєзнавством. З 2009 року Лев Кружко є Почесним громадянином міста Красноперекопська.
Наразі музей має статус районного. Експозиція знаходиться за адресою м. Красноперекопськ, вул. Менделєєва 23.

## Експозиція
До фонду музею входять колекції археології ямної і катакомбної культури, які були знайдені на шляху пролягання Північно-Кримського каналу, артефакти скіфського періоду, Кримського ханства і Османської імперії. Етнографічна колекція представлена предметами побуту переселенців та кримських татар. Найбільшою є колекція, присвячена Другій світовій війні.
На сьогодні у фондах музею знаходяться близько 10 тисяч експонатів, що розкривають історію Північного Криму від давніх часів до сьогодні.

## Години роботи
з понеділка по п'ятницю 8.00 — 17.00.